# Namahyrax corvus
Namahyrax corvus — викопний вид даманів з вимерлої родини Geniohyidae, що існував в Південній Африці в еоцені (48-40 млн років тому). Описаний у 2008 році.

## Опис
Ця тварина відома лише за неповними скам’янілостями, тому важко реконструювати її зовнішній вигляд. Ймовірно, він мав бути схожим на сучасних даманів, хоча, можливо, мав більш витягнутий череп. Namahyrax мав надзвичайно брахіодонтний зубний ряд (з низькими корінними зубами); моляри були оснащені дуже великим парастилем, помірним мезостилем і малим метастилем. Задня поясна частина гіпоконуса була добре розвинена, і були невеликі шпори, що ведуть до поздовжньої долини навпроти парастиля та метаконуса. У зубах між третім премоляром і третім моляром верхньої щелепи також був гострий щічний пояс. Другий нижній різець мав слабкі надрізи. Симфіз нижньої щелепи був увігнутий вентрально. Загалом зубний ряд був більш примітивним, ніж у спорідненого Dimaitherium з Єгипту, і відрізнявся від зубного ряду Seggeurius і Bunohyrax надзвичайною брахідонтністю та великим парастилем на верхніх корінних зубах.

## Класифікація
Namahyrax corvus вважається одним із найдавніших і найархаїчніших даманів. Вперше він був описаний у 2008 році на основі викопних останків, знайдених у зоні Чорного Ворона у регіоні Шперргебіт у Намібії. Подальші скам'янілості, описані в 2018 році, вказують на те, що Namahyrax міг бути представником Geniohyidae, групи архаїчних гіракоїдів, що також включають Geniohyus з Єгипту.